# Football Club Koper
Il Football Club Koper, noto in passato anche come ND Koper (Nogometno Društvo Koper), è una società calcistica slovena con sede nella città di Capodistria. Vigendo il bilinguismo nella zona, la sua denominazione ufficiale in lingua italiana è Club Calcistico Capodistria. Milita nella Prva liga, la massima divisione del campionato sloveno di calcio.

## Storia
La prima formazione cittadina venne fondata nel 1920, quando Capodistria era parte del Regno d'Italia, come Circolo Sportivo Capodistriano. La squadra fu creata da studenti, operai e pescatori. I suoi colori erano bianconeri orizzontali, con una stella rossa sul petto che tradiva una radice politica di sinistra che divenne rapidamente fonti di tensioni con l’ascesa del fascismo. Nel 1926, in seguito alla Carta di Viareggio e al conseguente golpe fascista nel calcio italiano, il club fu quindi riallineato al regime sostituendo d’autorità i dirigenti e ridenominandolo Unione Sportiva Capodistriana con colori giallo azzurri, invertiti rispetto ad oggi. Il club, nei suoi primi anni di attività, militò nel campionato giuliano di Terza Divisione e al termine della stagione 1927-28 fu ripescato nel campionato interregionale di Seconda Divisione del DDIN. Dopo il quarto posto conseguito nella prima stagione in Seconda Divisione, nelle due annate successive la società si ritirò a campionato in corso e nella stagione 1931-32 fu inglobata nel Dopolavoro sportivo concittadino. Nel 1934 fu costituita la sezione calcio del Circolo Canottieri Libertas di Capodistria, la quale, dopo aver militato per alcuni anni nei campionati locali della Sezione Propaganda FIGC, nella stagione 1937-38 si iscrisse al campionato giuliano di Prima Divisione.
Nel 1945, sul finire della seconda guerra mondiale, Capodistria viene occupata militarmente dall'Esercito Popolare di Liberazione della Jugoslavia con mire annessionistiche. Nonostante abbia sede al di là della Linea Morgan, seppur di pochi chilometri, l'appena ricostituita U.S. Capodistriana riesce comunque a prendere parte al campionato giuliano di Prima Divisione 1945-46, venendo inserita nel girone D insieme alle squadre di Trieste: riesce a superare la fase eliminatoria e viene inserita nel girone C delle semifinali regionali per la promozione in Serie C ma, dopo aver vinto la prima partita espugnando il campo della Tarcentina (che avrebbe poi vinto il girone), non può disputare le successive due partite interne per l'intervento delle autorità titine di occupazione che, al posto di blocco, negano sistematicamente alle squadre avversarie il permesso di entrare nella zona B adducendo presunte irregolarità nei documenti; per proseguire il campionato la Capodistriana avrebbe dovuto trasferirsi a Trieste ma tra fine giugno e inizio luglio 1946 viene sciolta dalle autorità titine con il pretesto di un ritardo nella presentazione di documenti al comitato popolare; il quotidiano triestino La Voce Libera del 3 luglio 1946 dà la notizia sotto il titolo «L'U.S. Capodistriana soppressa come lo era stata nel '32 dai fascisti». Nell'estate del 1946, per volontà delle autorità di occupazione jugoslave, le società della zona affiliate alla FIGC (compresa l'Ampelea militante in Serie C) vengono sciolte e ricostituite come circoli di cultura fisica affiliati all'UCEF (Unione dei Circoli di Educazione Fisica), organizzazione sportiva filoslava. Al campionato regionale dell'UCEF 1946-47 prende parte la squadra dei Cantieri Navali Istria di Capodistria, che si classifica in quarta posizione (a pari merito con l'Isola e la Torpedo di Fiume). Con il trattato di pace del 1947 Capodistria viene inclusa nella zona B del Territorio Libero di Trieste e le sue società calcistiche continuano a disputare le competizioni locali dell'UCEF.
In quegli anni la scena sportiva capodistriana è ancora dominata dagli italiani: la maggiore società cittadina, l'Aurora, presieduta da Nello Pelaischier, conta 100 soci, tutti di lingua italiana, con l'eccezione di un unico socio di etnia slovena. Nel 1947 vengono fondate a Capodistria due ulteriori società sportive, il Medusa ed il Partizan. Nel 1948 le società attive nella zona di Capodistria aumentano, anche grazie alla diffusione dello sport nelle località dei dintorni, favorita dalle autorità: operano l'Aurora, il Medusa, il Partizan, l'Edilit, l'Adria, cui si aggiunge nel 1949 il Proleter. Solo Proleter e Partizan erano allora associazioni sportive di lingua slovena, mentre l'Aurora (con 320 soci)  e le altre erano italiane. Le squadre capodistriane dal 1947-48 al 1950-51 partecipano alle competizioni indette dall'Unione dei Circoli di Educazione Fisica (UCEF) nel Territorio Libero di Trieste, con le maggiori inserite nel massimo campionato del TLT e le minori nel secondo livello (il campionato di zona del circondario dell'Istria, corrispondente alla zona B, al quale potevano partecipare anche squadre riserve). Nella stagione 1948-49 l'Aurora riesce nell'impresa di vincere il massimo campionato del TLT. Sempre l'UCEF nella stagione 1951-52 organizza, in luogo del regolare campionato del TLT, un torneo primaverile al quale prende parte l'Aurora.
Nell'autunno 1951 le società della zona B del TLT si affiliano alla Federazione calcistica della Jugoslavia che garantisce alla vincente del campionato del Circondario dell'Istria (cioè la zona B del TLT, suddivisa nei distretti di Capodistria e di Buie) la possibilità di essere promossa nelle leghe repubblicane slovena o croata. Il campionato circondariale 1951-52 viene vinto dall'Isola, che viene ammessa alla lega repubblicana slovena, mentre Aurora e Medusa si classificano rispettivamente in quarta e settima posizione. Nel settembre 1952, al fine di costituire un sodalizio più competitivo, il comitato comunale dell'Unione Antifascista Italo-Slava di Capodistria impone la fusione tra Aurora e Medusa: la nuova società avrebbe mantenuto la denominazione dell'Aurora ma avrebbe adottato i colori sociali (il giallo e l'azzurro) del Medusa. Al termine della stagione 1952-53 l'Aurora, vincendo il campionato della sottolega di Capodistria, conquista la promozione nella lega repubblicana slovena, campionato di quarto livello nella piramide calcistica jugoslava. In quegli anni intanto la situazione etnica muta radicalmente con l'esodo degli italiani. Nell'agosto 1955, quando la zona B del TLT è ormai stata assegnata alla Jugoslavia, avviene la fusione tra l'Aurora e la squadra concittadina dello Stil che sancisce la nascita del CC Capodistria/NK Koper.
Dopo l'indipendenza della Slovenia nel 1991 il club fu uno dei fondatori della PrvaLiga slovena, ma verso la fine degli anni novanta i problemi finanziari del club ne sancirono la retrocessione nella seconda divisione. Con l'avvento del nuovo millennio il club raggiunse i risultati migliori: il terzo posto nella stagione 2001-2002, e la prima storica partecipazione ad una competizione europea: la Coppa Intertoto 2003.
Dopo la disastrosa presidenza di Georg Suban, i tifosi decisero di salvare il club, ripianando i debiti ed evitando così la stessa bancarotta che aveva sancito la scomparsa di altri due club storici sloveni come il NK Olimpija e il NK Mura. L'arrivo del miliardiario serbo-statunitense Milan Mandarić, il ritorno della stella Mladen Rudonja e l'ingaggio dell'allenatore Milivoj Bračun determinarono la vittoria del primo trofeo del club, la Coppa di Slovenia 2006, e la conseguente qualificazione alla Coppa UEFA 2006-2007. Nel 2007 la squadra ha bissato la vittoria della Coppa nazionale.
Nella Stagione 2009-10 l'FC Koper, allenato da Nedzad Jon Jon Okcic, ha conquistato il titolo di campione di Slovenia con quattro giornate d'anticipo.
Nella stagione 2014-2015, allenata da Rodolfo Vanoli, vince la terza Coppa di Slovenia.
Nella stagione 2016-17 si è classificata al sesto posto, ma il 1 giugno 2017 la società è stata definitivamente esclusa dai campionati sloveni per inadempienze finanziarie. Potrebbe ripartire solo dalla quarta categoria.
Riparte quindi dalla quarta serie (Lega del Litorale) vincendo il campionato e venendo promosso in 3.SNL per la stagione 2018-2019 terminata vincendo il campionato e venendo promossa in 2.SNL per la stagione 2019-2020 terminata con la vittoria e la promozione in Prva slovenska nogometna liga

## Organico

### Rosa 2025-2026
| N. |                                 | Ruolo | Calciatore                  |
| -- | ------------------------------- | ----- | --------------------------- |
| 2  | Liberia (bandiera)              | D     | Mark Pabai                  |
| 3  | Brasile (bandiera)              | D     | Felipe Curcio               |
| 4  | Francia (bandiera)              | D     | Charles Divialle-Corbière   |
| 6  | Croazia (bandiera)              | C     | Fran Tomek                  |
| 8  | Kosovo (bandiera)               | C     | Toni Domgjoni               |
| 9  | Australia (bandiera)            | A     | Tomi Jurić                  |
| 10 | Francia (bandiera)              | C     | Omar El Manssouri           |
| 11 | Australia (bandiera)            | A     | Deni Jurić                  |
| 12 | Slovenia (bandiera)             | P     | Tim Štrasberger             |
| 15 | Slovenia (bandiera)             | D     | Maj Mittendorfer (capitano) |
| 17 | Croazia (bandiera)              | A     | Petar Petriško              |
| 18 | Slovenia (bandiera)             | C     | Aljaž Zalaznik              |
| 21 | Slovenia (bandiera)             | C     | Nik Omladič                 |
| 22 | Bosnia ed Erzegovina (bandiera) | D     | Jasmin Čeliković            |
| 23 | Slovenia (bandiera)             | A     | Sandro Jovanović            |

| N. |                     | Ruolo | Calciatore           |
| -- | ------------------- | ----- | -------------------- |
| 24 | Slovenia (bandiera) | C     | Žan Žabkar           |
| 25 | Slovenia (bandiera) | P     | Tadej Bonaca         |
| 28 | Slovenia (bandiera) | D     | Dominik Ivkič        |
| 31 | Slovenia (bandiera) | P     | Metod Jurhar         |
| 32 | Serbia (bandiera)   | D     | Veljko Mijailović    |
| 39 | Slovenia (bandiera) | A     | Damjan Bohar         |
| 45 | Francia (bandiera)  | A     | Isaac Matondo        |
| 48 | Francia (bandiera)  | D     | Ahmed Sidibé         |
| 49 | Slovenia (bandiera) | C     | Timotej Brkić        |
| 69 | Francia (bandiera)  | D     | Brice Negouai        |
| 72 | Slovenia (bandiera) | C     | Josip Iličić         |
| 73 | Slovenia (bandiera) | P     | Luka Baš             |
| 80 | Belgio (bandiera)   | C     | Jean-Pierre Longonda |
| 99 | Francia (bandiera)  | C     | Kamil Manseri        |

## Palmarès

### Competizioni nazionali
- Slovenska republiška nogometna liga: 2

1984-1985, 1987-1988
- Campionato sloveno: 1

2009-2010
- Coppa di Slovenia: 4

2005-2006, 2006-2007, 2014-2015, 2021-2022
- Supercoppa di Slovenia: 2

2010, 2015

### Altri piazzamenti
- Campionato sloveno:

Secondo posto: 2007-2008, 2013-2014, 2021-2022
Terzo posto: 2001-2002, 2005-2006, 2010-2011, 2024-2025
- Coppa di Slovenia:

Finalista: 2008-2009, 2024-2025
Semifinalista: 2007-2008, 2010-2011, 2020-2021
- Supercoppa di Slovenia:

Finalista: 2007
- Coppa Intertoto UEFA:

Semifinalista: 2003
- Druga slovenska nogometna liga:

Secondo posto: 1997-1998

## Statistiche e record

### Statistiche nelle competizioni UEFA
Tabella aggiornata alla fine della stagione 2018-2019.
| Competizione                  | Partecipazioni | G  | V | N | P | RF | RS |
| ----------------------------- | -------------- | -- | - | - | - | -- | -- |
| UEFA Champions League         | 1              | 2  | 1 | 0 | 1 | 4  | 5  |
| Coppa UEFA/UEFA Europa League | 6              | 16 | 5 | 3 | 8 | 16 | 40 |
| Coppa Intertoto               | 2              | 10 | 4 | 3 | 3 | 12 | 12 |

## Stagioni passate
- 2011-2012